# Theodor Rabenius
Olof Matthias Theodor Rabenius, född i Uppsala den 25 augusti 1823, död där den 24 februari 1892, var en svensk universitetslärare och jurist. Han var son till Lars Georg Rabenius. I sitt första äktenskap 1866 var han gift med Eva Sofia Carolina Bruncrona, i sitt andra äktenskap 1876 med den framstående altsångerskan Olena Ida Teresia Falkman. I andra äktenskapet var han far till Lars, Olof och Nils Rabenius.

## Biografi
Rabenius blev student vid Uppsala universitet 1839, promoverades till filosofie magister 1845, avlade juris utriusque kandidatexamen 1850 och blev juris doktor vid Lunds universitets jubelfest 1868. 1851 utnämndes Rabenius till docent inom Uppsala universitets juridiska fakultet och 1854 till professor i administrativrätt och nationalekonomi i Lund, varefter han 1862–1889 i Uppsala verkade som professor i nationalekonomi, närings-, finans- och politirätt. 1860 förordnades Rabenius att inom Justitiedepartementet biträda med utredning av lagfrågor och att föredra sådana inför Högsta domstolen. På grund av detta uppdrag, som pågick till 1863, medverkade han i väsentlig mån till utarbetandet av 1864 års sjölag. Även i kommittén för utarbetandet av ny gruvstadga (1872–1874) var han ledamot. Theodor Rabenius är begravd på Uppsala gamla kyrkogård.

## Verk
Rabenius skrifter är dels akademiska disputationer och program, nämligen Om båtsmanshållet (1851), Om tionden (1853), Om näringsfrihetens utveckling (Uppsala universitets årsskrift 1867), Om lyxen (Uppsala universitets årsskrift 1868), dels andra avhandlingar och uppsatser, som Reformer i Tysklands åkerbrukslagstiftning före och efter 1848 och Om engelska spannmålslagens upphäfvande och dess följder (i Tidskrift för litteratur, 1852), En blick på de statsekonomiska resultaterna af riksdagen 1853-54 (i Nordisk univiversitetstidskrift, 1856), Om beskattningens grunder (Uppsala universitets årsskrift, 1862), Om eganderätt till grufvor (där, 1863), Om förvaltningsrättens begrepp, betydelse och handhafvande (Naumanns Tidskrift för lagstiftning med mera, 1874), Om den administrativa rättsskipningen (Förhandlingar vid 2:a nordiska juristmötet 1875), Handledning vid föreläsningar i Sjörätten (1869), Lagen om dikning och annan vattenafledning af den 30 juni 1879 (1881) samt en mängd artiklar i Nordisk familjebok. Dessutom författade Rabenius det stora arbetet Handbok i Sveriges gällande förvaltningsrätt (tre delar, 1866-1873; l:a delen ny upplaga 1875)

## Översättningar
- Ernst Eckstein: Minnen från skolan: humoresker (Edquist, 1881)
- Luigi Cossa: Första grunderna af finansvetenskapen (''Primi elementi di scienza delle finanze) ("med några tillägg öfversatt ...", Lundequistska bokhandeln, 1882)
- Ernst Eckstein: Pia: roman från det 13:e århundradet (Bonnier, 1889)